# Tim Clague
Tim Clague est un producteur de cinéma, un réalisateur, un scénariste, un monteur britannique, né le 18 juillet 1973 à Manchester (Royaume-Uni).

## Filmographie

### comme réalisateur
- 1995 : The Magician
- 1998 : All or Nothing
- 2000 : Consecration
- 2002 : Wimborne Road: Is It Too Long? (TV)
- 2005 : 10 Seconds

### comme scénariste
- 1995 : The Magician
- 1998 : Eight
- 1998 : All or Nothing
- 2000 : Consecration
- 2003 : Weight of a Wall
- 2005 : 10 Seconds

### comme monteur
- 2002 : Wimborne Road: Is It Too Long? (TV)
- 2005 : 10 Seconds

### comme producteur
- 2003 : Weight of a Wall